# ハーバーライト (曲)
「ハーバーライト」(Harbor Lights) は、北アイルランド出身のソングライターであったジミー・ケネディが作詞し、オーストリア出身の作曲家ヴィルヘルム・グロシュがヒュー・ウィリアムズ (Hugh Williams) という変名で作曲した、ポピュラー音楽の楽曲。初録音は、ロイ・フォックスと彼の楽団 (Roy Fox & his Orchestra) に歌手バリー・グレイ (Barry Gray) が加わり、1937年1月29日にロンドンでおこなわれた。これとは別の、初期の有名なバージョンとして、アメリカ合衆国の歌手フランセス・ラングフォードが1937年9月14日にロサンゼルスで吹き込んだものがあり、このバージョンは後に1950年にも再発された。
この曲の旋律は、ハワイアンの形式で作られているが、これはハワイが合衆国の州になる18年も前のことであった。いくつものバージョンにおいては、ウクレレやスティール・ギターが取り上げられている。
日本語では、「ハーバー・ライツ」、「港の灯」などと表記されることもある。

## 歌詞
ケネディによる歌詞は、暗闇の中で港の灯りが見える光景を描いたものであり、港の灯火は、歌い手の恋人を乗せた船が出航していくことを示している。孤独な歌い手は、いつの日か恋人が戻ってくることを告げる灯火が灯ることを願っている。おそらく、作詞したジミー・ケネディは、ロンドンから車を運転して、南海岸のサウサンプトンまで繋がるA3道路を走ったのであろう。海岸に近づくと、霧が降りてきて、彼は向かうべき方向が分からなくなった。パブの灯りを見つけた彼は、車を停めることにした。そのパブの名は「ザ・ハーバー・ライツ (The Harbour Lights)」といった。しばらく後に、彼は作詞し、曲がつけられた。「ハーバーライト」は、プラターズをはじめとして数多くの歌い手たちによって録音された。現在、このパブの壁面には、ブルー・プラークが設置されている。

## 様々なバージョン
この曲は、数多くのアーティストたちによって録音されているが、チャート入りを果たしたものとして、サミー・ケイ、ガイ・ロンバルド、ビング・クロスビー、レイ・アンソニー、ラルフ・フラナガン、エルヴィス・プレスリー、ケン・フリフィンによるバージョンがある。このほかにも、インク・スポッツ、ローレンス・ウェルク、ラヴァーン・ベイカー、プラターズ、エンゲルベルト・フンパーディンク、ウィリー・ネルソン、ジェリー・リー・ルイス、ヴェラ・リン、クライド・マクファター、アーサー・トレイシー、ジョン・ラウハウス (Jon Rauhouse) らの録音がある。
最も大きな売り上げを達成したバージョンは、サミー・ケイ楽団によるものであった。この録音はコロムビア・レコードから、78回転盤（SP）と45回転盤（シングル）の両方がリリースされた。このバージョンは1959年9月1日付で『ビルボード』誌のチャートに登場し、25週にわたってチャートに留まり、最高位は1位であった。
ガイ・ロンバルド楽団は、1950年8月24日にこの曲を録音し、デッカ・レコードからリリースした。このバージョンは1950年10月6日付で『ビルボード』誌のチャートに登場し、20週にわたってチャートに留まり、最高位は2位であった。
ビング・クロスビーは、1950年9月5日に、リン・マレイと彼の楽団とともにこの曲を録音し、デッカ・レコードからリリースした。このバージョンは1950年11月3日付で『ビルボード』誌のチャートに登場し、11週にわたってチャートに留まり、最高位は10位であった。
レイ・アンソニー楽団の録音は、キャピトル・レコードからリリースされた。B面には、「Nevertheless」が収められた。このバージョンは1950年10月20日付で『ビルボード』誌のチャートに登場し、15週にわたってチャートに留まり、最高位は15位であった。
ラルフ・フラナガン楽団の録音は、RCAビクター・レコードからリリースされた。このバージョンは1950年10月27日付で『ビルボード』誌のチャートに登場し、5週にわたってチャートに留まり、最高位は27位であった。
ケン・フリフィンの録音は、コロムビア・レコードからリリースされた。このバージョンは1950年10月20日付で『ビルボード』誌のチャートに登場し、1週だけのチャート入りで、順位は27位であった。
パット・ブーンは、1957年のアルバム『Howdy!』に、この曲を収録した。
ルディ・ヴァリーは、1937年にこの曲を録音していた。
1960年には、プラターズの録音が、『ビルボード』誌の Billboard Hot 100 で8位、Hot R&B Sides で15位まで上昇した。イギリスでも、このバージョンは最高11位に達した。このプラターズのバージョンは、船の鐘の音や、海の飛沫の音などを、曲の冒頭や、最後にフェードアウトする前に入れていた。
さらに後には、エース・キャノンが、1994年のアルバム『Entertainer』にインストゥルメンタル・バージョンを吹き込んだ。
ポーランド語のバージョン「Portowe światła」は、ヘンリク・シュピルマン (Henryk Szpilman) がヘロルド (Herold) という変名で歌詞を書き、1938年にミェチスワフ・フォグが録音して、シレナ・レコードから Syrena Electro 2035 としてリリースされ、第二次世界大戦の勃発直後にはタデウシュ・ミラー (Tadeusz Miller) が Melodje 118 として、さらに1966年にはイレーナ・サントールが Muza XL0311 としてリリースした。
日本人による歌唱としては、「ハーバー・ライツ」として英語で録音したフランク永井によるものなどが知られている。

## 大衆文化の中で
テレビドラマ版の『マッシュ (M*A*S*H）』のエピソード「Your Retention, Please」では、ジェイミー・ファーが演じるクリンガー (Klinger) が、傷心を癒そうと、この曲を何度も何度もジュークボックスでかける。そして最後の場面で、彼はそのレコードを叩き割る。